# Kyjov (hrad)
Kyjov je zaniklý hrad v okrese Plzeň-město. Stál na skalnatém výběžku v nadmořské výšce asi 370 metrů nad Chotíkovským potokem jeden a čtvrt kilometru severovýchodně od obce Malesice. Dochovaly se z něj drobné terénní relikty.

## Historie
Za zakladatele hradu je považován Děpolt z Malesic, který je v Malesicích poprvé zmiňován v roce 1313. Po něm na hradě sídlil pravděpodobně jeho syn Břetislav uvedený v jediné zmínce z roku 1339. Až do začátku 15. století známe řadu lidí, kteří se psali s přídomkem „z Malesic“, ale jejich vztah ke zdejším panství je nejasný. Soudí se, že po Břetislavovi se majitelem stal Sezema z Vrtby, jehož syn Petr přenechal hrad Kyjov s Malesicemi a dalším majetkem opatovi kladrubského kláštera Rackovi. Potvrzení výměny císařem Karlem IV. z roku 1365 je jediným písemným pramenem z doby existence hradu, ve kterém je hrad výslovně zmíněn.
Kyjovské panství potom bylo, stejně jako sousední hrad Komberk, připojeno k touškovskému proboštství. Ještě před husitskými válkami však hrad pravděpodobně přešel do držení některého z plzeňských měšťanů, ale písemný záznam o tom je až z roku 1462. Když roku 1503 odkazovala měšťanka Anna Šafránková z Poutnova svůj majetek v okolí Plzně, byl hrad Kyjov označen jako pustý, a vrchnost v té době již sídlila na malesické tvrzi.

## Stavební podoba
Ačkoliv se dnes na místě hradu nenachází žádné zbytky zdiva, starší popisy zmiňují nálezy kamenů s maltou. Vzhledem k charakteru zdejšího pískovce je možné, že se nadzemní zbytky zdiva působením povětrnostních jevů rozpadly. Přístupová cesta stoupala od Chotíkovského potoka z jižní strany. Čelo hradu chránil široký příkop a mohutný val. V místě, kde je na jižním konci val o něco nižší, stávala brána do hradního jádra. Část jeho plochy tvoří rozměrná prohlubeň, která by mohla být zbytkem stavby, ale také malým nádvořím. Dvě okrouhlé prohlubně vznikly při novodobých výkopech.
Při stavbě cesty do Chotíkova ve třicátých letech dvacátého století dělníci údajně objevili část podzemní chodby. Nákres jejího průřezu byl uložen v plzeňském Západočeském muzeu, ale ztratil se.

## Přístup
Zbytky hradu jsou dobře přístupné krátkou odbočkou ze žlutě značené turistické trasy z Malesic do Chotíkova. Asi 300 metrů severně od hradu se u stejné trasy nachází přírodní památka Malesická skála.